# Johannes Franciscus Dupont
 Johannes Franciscus Dupont (Rotterdam, 3 augustus 1822 - Neurenberg, 20 maart 1875) was een Nederlands componist en muziekpedagoog.
Hij is zoon van Jacobus Petrus Dupont en Maria Theresia van Bakel. In 1860 trouwde hij met operazangeres Mathilde Lindner, met wie hij een aantal kinderen kreeg.

## Levensloop
Het zag er niet naar uit dat hij in de muziek zou belanden, want hij ging eerst medicijnen studeren. Hij wendde zich tot de muziek en kreeg les van Samuel de Lange sr., Barthold Tours en Heinen in Rotterdam. Hij was daar ook enige tijd organist van de Sint Dominicuskerk.  Daarna trok hij naar Leipzig om te studeren bij Felix Mendelssohn, Moritz Hauptmann, Félicien David, Ignaz Moscheles en Ferdinand Böhme aan het conservatorium. Tijdens zijn verblijf aldaar had hij diverse ontmoetingen met Robert Schumann. Zijn pianotrio geschreven tijdens die studies haalde een eerste prijs. Dupont keerde terug naar Rotterdam en probeerde een loopbaan van de grond te krijgen als soloviolist, had succes maar kreeg er onvoldoende voldoening uit. In 1849 kreeg hij ondanks tegenslagen (bijvoorbeeld onvoldoende repetitietijd) als dirigent philharmonische concerten (Philharmonische Vereeniging) van de grond. Bekend is dat hij met zijn stadsmusici tijdens één winterseizoen alle symfonieen van Ludwig van Beethoven uitvoerde. Tevens kon hij door veel organistatiewerk een uitvoering van Das Paradies und die Peri van Schumann organiseren. Deze werkzaamheden combineerde hij met een docentschap muziektheorie en compositieleer aan de muziekschool van de Rotterdamse tak van de Maatschappij tot bevordering der toonkunst. Het bracht in zijn ogen echter te weinig inkomsten op.
Om wel voldoende inkomsten te verkrijgen vertrok hij in zomer 1853 naar Duitsland. Na kapelmeester te zijn geweest in Halle, Linz, nam hij eenzelfde functie aan bij het stadstheater in Hamburg. Na drie jaar vertrok hij naar Neurenberg om daar van 1858 tot 1874 verbonden te zijn aan het stadstheater. Hij slaagde erin ondanks de grote bezetting in dat theater de opera Die Meistersinger von Nürnberg van Richard Wagner uitgevoerd te krijgen.

## Werken
Dupont componeerde onder andere:
- de opera Bianca Siffredi (met uitvoeringen te Linz, Hamburg en Neurenberg)
- 3 bundels liederen
- 3 bundels vierstemmige koren
- een trio voor piano, viool en cello (de prijswinnaar)
- twee symfonieën.

Tijdens zijn begrafenis op 25 maart 1875 in Neurenberg werd het door hem geschreven lied Guten Nacht diverse keren gezongen.
- Biografisch Portaal: 85884907
- Digitale Bibliotheek voor de Nederlandse Letteren: dupo006
- Gemeinsame Normdatei: 103884793
- International Standard Name Identifier: 0000 0000 0386 362X
- Nationale Bibliotheek van Letland: 000304120
- Nederlandse Thesaurus van Auteursnamen: 213165287
- Virtual International Authority File: 59511685
- WorldCat: E39PBJh4rqhMT6tMHjFDRmMByd